# Cryptolabis schadei
Cryptolabis schadei är en tvåvingeart som beskrevs av Alexander 1935. Cryptolabis schadei ingår i släktet Cryptolabis och familjen småharkrankar. Inga underarter finns listade i Catalogue of Life.